# روبرت إليوت بورنس
روبرت إليوت بورنس (بالإنجليزية: Robert Elliott Burns)‏ هو صحفي أمريكي، ولد في 10 مايو 1892، وتوفي في 5 يونيو 1955.